# Вільям Гартнелл
Вільям Гартнелл (нар. 8 січня 1908 — пом. 23 квітня 1975) — англійський актор. Перший виконавець (1963-1966) головної ролі в популярному телесеріалі «Доктор Хто».

## Біографія

### Ранні роки
Народився 8 січня 1908 року у Лондоні, але дитинство провів у Девоні разом із родичами своєї матері. Гартнелл ніколи не був близький із батьком.
Відомо, що Гартнелл часто тікав зі школи і коїв дрібні злочини. Тоді ж, у дитинстві, він почав захоплюватись їздою верхи. Згодом його тренер Г'ю Блейкер віддав Гартнелла до Державної Транспортної Колегії, але й там майбутній актор надовго не затримався. 1925 року він пішов до театру, де працював разом із актором Френком Бенсоном.
Під час Другої Світової Війни Гартнелл служив у танковому корпусі, але зазнав поранення і повернувся до акторської діяльності.

### Особисте життя
1929 року Вільям Гартнелл одружився із акторкою Гезер МакІнтайр, з якою вони разом грали у виставі «В'язень місс Елізабет». Вони мали єдину дочку Гезер Енн Гартнелл і двох онучок, одна з яких - автор єдиної біографії актора, що називається «Хто там?» Назва книги — символічна. Це алюзія на найвідомішу роль актора — роль Доктора Хто.

### Смерть
Відомий актор пішов з життя 23 квітня 1975 року через гостру серцеву недостатність у віці 67 років. Сюжет про його смерть на каналі BBC був нарізаний із епізодів серіалу «Доктор Хто».

## Кар'єра

### Початок
Свою першу роль у театрі Гартнелл отримав 1928 року у спектаклі «В'язень міс Елізабет». 1932 року отримав роль у п'єсі «Скажи це під музику».
Уперше на кіноекрані він з'явився 1947 року у фільмі «Брінгстонська скеля». Потім було дві «воєнні» ролі — роль сержанта у першому фільмі з серії «Carry On» і роль сержанта-майора Персі Баллімора у телесеріалі «Армійські ігри». 1963 року він зіграв одну зі своїх найкращих ролей у фільмі «Спортивне життя».

### Доктор Хто
1963 року телекомпанія BBC розпочала новий науково-фантастичний телесеріал Доктор Хто, якому судилося стати одним із найуспішніших проектів в історії телебачення. На головну роль було запрошено уже доволі відомого на той момент актора Вільяма Гартнелла. Три роки, протягом яких Гартнелл виконував цю роль, принесли серіалу шалену популярність. Проте в актора були серйозні проблеми з серцем, що змусило його піти з серіалу. Тоді Сідні Ньюмену спало на думку те, що допомогло продовжити серіал до нашого часу: було вигадано, що з наближенням смерті Володарі Часу можуть змінювати тіло. Таким чином, 1966 року відбулася перша регенерація Доктора, і роль отримав Патрік Тротон. Кажуть, Гартнелл сам затвердив Тротона на цю роль.

### Повернення до «Доктора Хто»
Роль Доктора стала найбільшою і водночас останньою роллю в його житті. Після відходу від серіалу він більше не отримував запрошень на зйомки, але 1973 року йому вдалося повернутись на знімальний майданчик «Доктора Хто». Він знявся у спеціальному випуску, присвяченому десятиріччю серіалу, — «Три Доктори». 10 років по тому у спецвипуску роль Першого Доктора зіграв уже інший актор — Річард Гарндол.